# Rhabdoblatta abdominalis
Rhabdoblatta abdominalis är en kackerlacksart som först beskrevs av Kirby, W. F. 1903.  Rhabdoblatta abdominalis ingår i släktet Rhabdoblatta och familjen jättekackerlackor.
Artens utbredningsområde är Vietnam. Inga underarter finns listade i Catalogue of Life.